# ثور (اسطوره)
با ثور (شخصیت کمیک) اشتباه گرفته نشود.

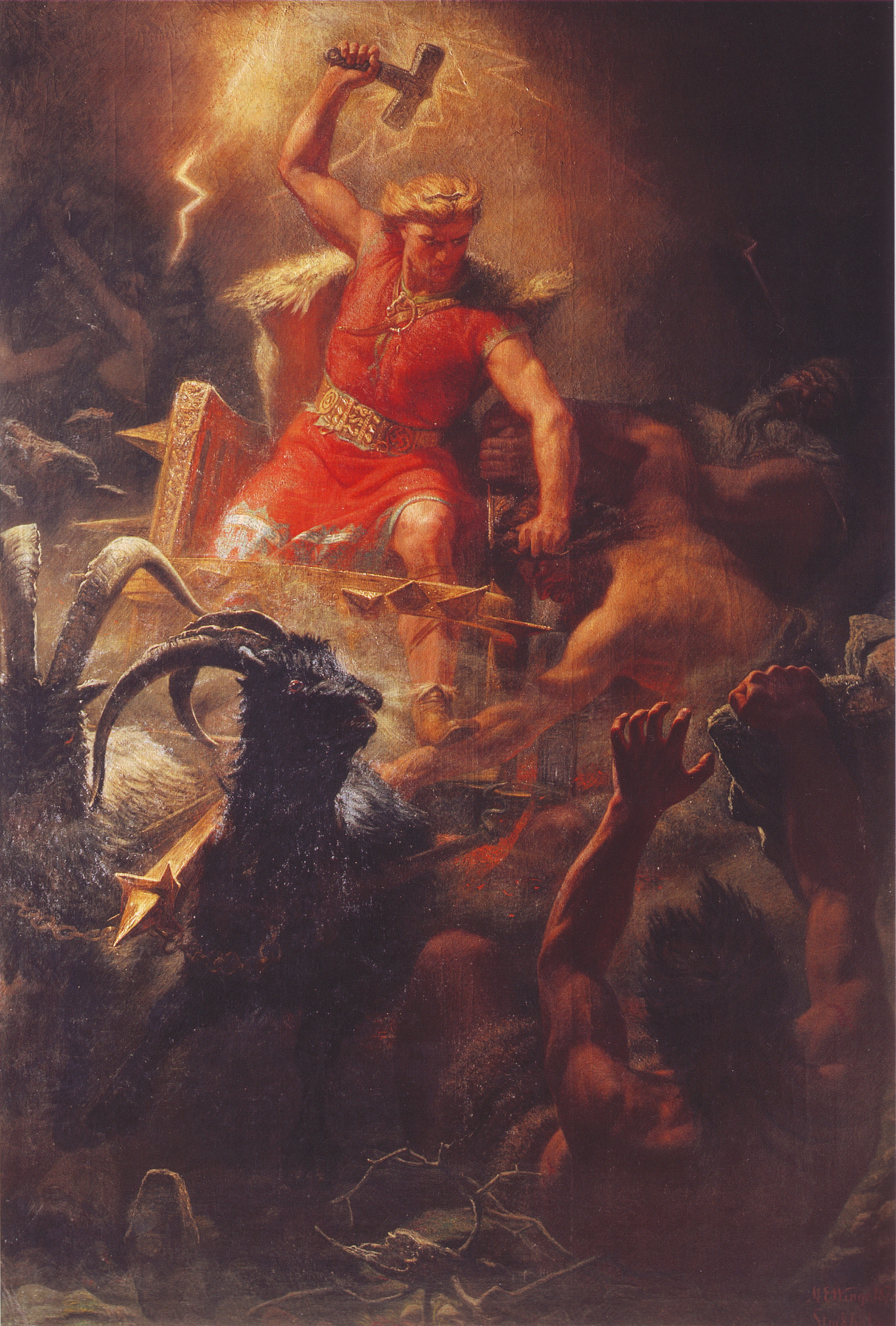
ثور، ایزد آذرخش در حال نبرد با یوتون‌ها، اثر مارتین اسکیل وینگ (۱۸۷۲)

ثور یا تور (به انگلیسی: Thor)، محبوب‌ترین ایزد در اسطوره‌شناسی اسکاندیناوی، ایزد قدرتمند آذرخش، طوفان و تندر، پسر اودین و یورد است که به کیهان تاخت و با نیروهای شر و غول‌ها جنگید. او نگهبان آسگارد بود و ایزدان، حتی انسان‌ها همواره می‌توانستند در مواقع خطر، او را فرا خوانند و بسیاری از موجودات به او متکی بودند. ثور با سیف، یکی از ایزدبانوهای باروری ازدواج کرده است، ولی با ماده غولی به نام یارسانکسا (به معنی قمه آهنی) نیز رابطه داشت که حاصل آن دو پسر به نام‌های ماگنی و مودی، و دختری به نام ثراد است. تیالفی، قاصد خدایان، همدم و خدمتگزار ثور است.
ثور را معمولاً به صورت مردی عظیم‌الجثه، قوی پیکر، سرخ‌موی همراه با ریش، چشمانی درخشان و ابروان سرخ‌رنگی تصویر کرده‌اند که وقتی خشمگین می‌شد، از دو طرف چهره‌اش آویزان می‌شد. با وجود ظاهر نه چندان دوستانه، پرستش ثور به عنوان نگهبان و حامی خدایان و انسان‌ها در برابر نیروهای شر بسیار رایج بوده است. محبوبیت و رواج پرستش ثور حتی از پدرش یعنی اودین نیز بیشتر بود زیرا او برخلاف اودین خواستار از جان گذشتگی انسان‌ها نبود. مردم عادی به او اعتماد داشتند، زیرا او با دادگری، نظم و حفاظت از ایزدان و آدمیان پیوند داشت. بسیاری از قصه‌های ثور طنزآمیز و نمایانگر محبوبیت او در بین عامهٔ مردم است. در پرستشگاه مخصوص ثور به نام معبد اوپسالا (که در سال ۱۰۸۰ میلادی ویران شده و به جای آن یک کلیسا ساخته شد) ثور همراه با پدرش اودین که در سمت راست او ایستاده بود به تصویر کشیده شده بودند.
وایکینگ‌ها اعتقاد داشتند که در زمان توفان‌های صاعقه، این ثور است که در آسمان‌ها سوار بر ارابه‌اش که توسط دو بز به نام‌های تانگریسنی و تانگنوست کشیده می‌شود حرکت می‌کند و هر بار که پتک معروفش، میولنیر را پرتاب می‌کند صاعقه به وجود می‌آید. ثور برای استفاده از این پتک، یک جفت دستکش آهنی به نام یارنگریپر به دست می‌کرد. او همچنین کمربندی بنام مگینگیارد بر کمر می‌بست که قدرت فوق‌العاده او را دو چندان می‌کرد.
ثور در قسمتی از آسگارد به نام ثرادهایم (یعنی محل اقتدار) تالاری به نام بیلسکیرنیر داشت. بزرگ‌ترین دشمن ثور، یکی از فرزندان لوکی، مار جهانی یورمونگاند است. در روز راگناروک، ثور سرانجام یورمونگاند را می‌کشد اما خود بر اثر زهر این مار جان می‌سپارد و پسرانش پتک او را پس از مرگش به ارث خواهند برد.
در اسطوره‌های توتون‌ها، خدایی به نام سیما معادل آمریکا دانسته شده، حال آنکه رومی‌ها او را معادل ژوپیتر، ملکه خدایان خود می‌دانستند. پنجشنبه روز ویژهٔ ثور است.

## افسانه بازیافتن چکش
افسانه یافتن چکش گم شده ثور از داستان‌های طنزآمیزی است که در یک ادای شعری بیان شده و بازگوکننده نبرد ثور با تریم، پادشاه یوتون در سرزمین یوتون‌هایم است. تریم میولنیر را می‌دزدد و آن را در اعماق زمین مخفی می‌کند و بدون چکش ثور، ایزدان را امنیتی نیست. ایزدان لوکی را به جستجوی میولنیر می‌فرستند و لوکی با این خبر بازمی‌گردد که تریم چکش را مخفی کرده و تنها به شرطی که ایزدان فریا را به عنوان عروس نزدش بفرستند چکش را بازمی‌گرداند. با شنیدن خبر لوکی دربارهٔ چکش ثور، آشفتگی بزرگی در آسگارد پدید آمد و فریا چندان خشمگین شد که گردن‌بند خود را از خشم پاره کرد. پس هایمدال فرزانهٔ آسگارد تدبیری اندیشید و چاره کار را در آن دید که ثور در لباس عروس به جای فریا به سرزمین یوتون‌هایم برود و لوکی او را به عنوان ندیم همراهی کند. زمانی که ثور به شکل عروس و با چادری به سرزمین غولان رسید، غول‌ها در سودای ورود فریا به شادمانی پرداختند و جشن عروسی بزرگی برپا شد.

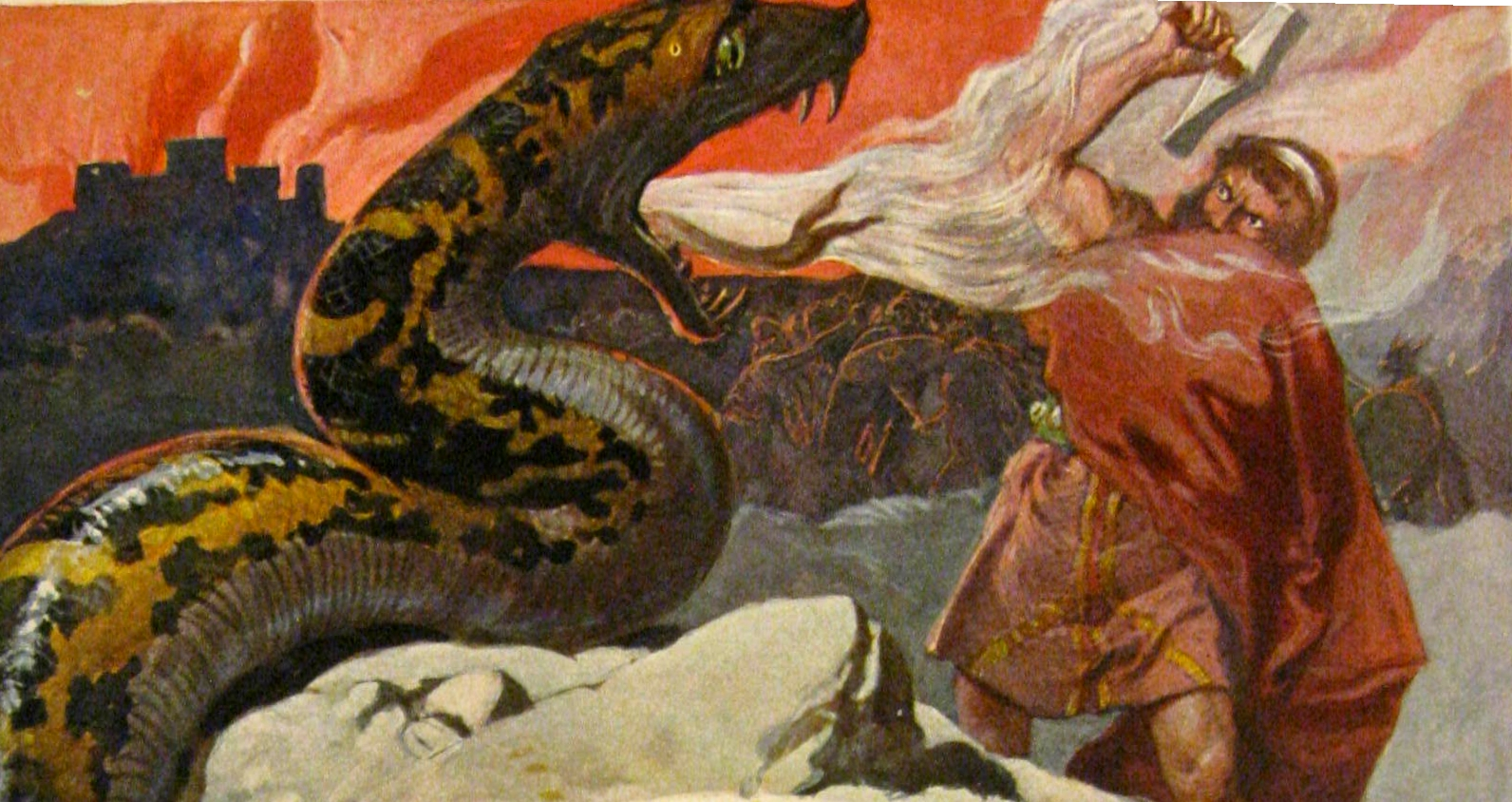
ثور و مار میدگارد

در طول جشن، عروس نو رسیده (ثور) به هنگام خوردن شام یک گاو نر، هشت ماهی آزاد و سه جام بزرگ می‌انگبین نوشید و تریم و دیگر غولان از اشتهای این عروس شگفت‌زده شدند. در این بین لوکی عذری احمقانه آورد و گفت که عروس به سبب هیجان وصلت با شاه غولان، نه شبانه‌روز نخفته و چیزی نخورده و برای عروسی خود روزه گرفته است. هنگامی که تریم نگاهی زیرچشمی به زیر تور عروس انداخت، با چشمان آتشین فریا (ثور) مواجه شد. تریم بار دیگر از لوکی خواستار توضیح شد، و لوکی در جواب گفت: فریا به قدری از عروسی خود هیجان زده شده که در پوستش نمی‌گنجد. زمانی که لحظه انجام مراسم فرا رسید غولان چکش ثور را بر طبق وعده‌ای که داده بودند در دامان عروس نهادند و ثور با دست یافتن به چکش، تغییر چهره داد و تریم و تمام غولان حاضر در تالار را در دمی نابود کرد و پیروزمند همراه با لوکی به آسگارد بازگشت.

## نبرد ثور با رونگ‌نیر
اسنوری استورلوسون، مورخ ایسلندی برخی از روایت‌ها را با زبانی طنزآلود که مشخصهٔ آثار بازمانده از عصر وایکینگ‌ها است بازگو می‌کند. در یکی از روایت‌ها سخن از نبرد تن به تن ثور با یکی از قدرتمندترین یوتون‌ها است که رونگ‌نیر نام دارد. بر طبق افسانه‌ها از مسابقه سوارکاری اودین و این غول سخن رفته که اودین سر خود را بر روی اسبش اسلیپنیر شرط می‌بندد که می‌تواند از هر اسبی در سرزمین یوتون‌هایم پیشی بگیرد. رونگ‌نیر که سخنان اودین را توهین‌آمیز برشمرد، فوراً شرط را پذیرفت و سوار بر اسب تیزپا خود گول‌فاکس شد. رونگ‌نیر سوار بر اسب چنان شتابناک می‌تازد که پیش از آن که بتواند افسار اسب را برای متوقف شدن بکشد به آسگارد می‌رسد. ایزدان به او اجازه می‌دهند که از جام بزرگ ثور چند جرعه بنوشد. سپس این یوتون در حالت مستی با گزافه‌گویی ایزدان را تهدید می‌کند که ایزدبانو فریا و سیف (همسر ثور) را می‌رباید و آسگارد را در اعماق دریا غرق می‌کند. ثور با شنیدن حرف‌های بیهودهٔ رونگ‌نیر، جویای نبرد تن به تن با او شد. رونگ‌نیر نیز با پذیرفتن پیشنهاد نبرد جویای داوری اودین در این نبرد می‌شود.

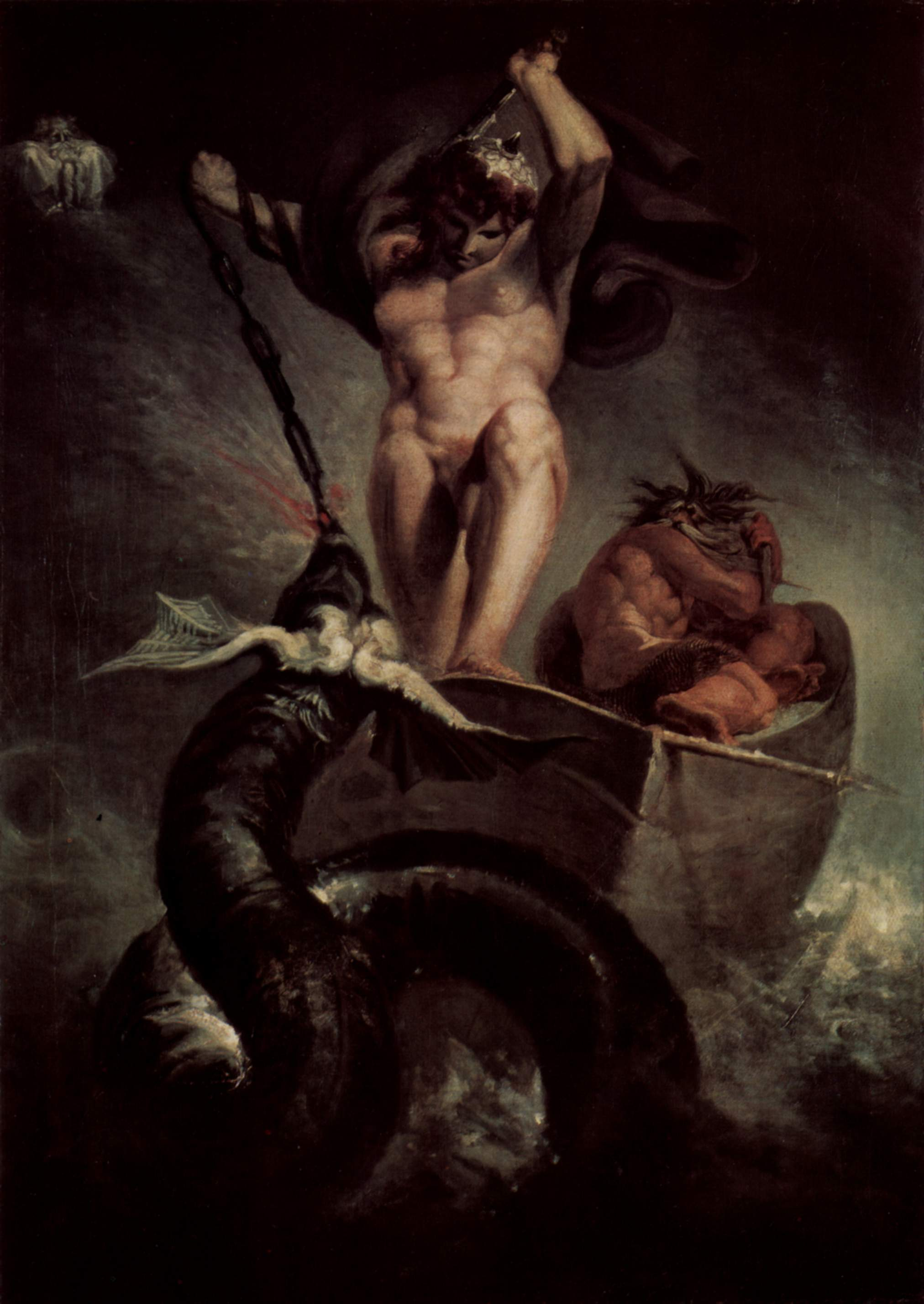
ثور در حال نبرد با مار میدگارد (۱۷۹۰)، اثر هنری فیوزلی

غولان در سودای پیروزی رونگ‌نیر، تندیسی از گِل به نام «مه گوساله» که دل مادیانی را در خود دارد می‌سازند و این در حالی است که ثور تنها از طرف خادم خود تیالفی حمایت می‌شد. در این نبرد رونگ‌نیر غولی است که سر و دلِ او از جنس سنگ، سپری سنگی و به عنوان سلاح سنگ چاقوتیزکنی با خود حمل می‌کرد. تیالفی که قهرمان دو است پیش از ثور وارد میدان نبرد می‌شود و غول را می‌فریبد تا با پندار آنکه ثور از زیر پای غول به او حمله می‌کند، سپر سنگی خود را در زیر پایش قرار دهد. بدین سبب هنگامی که ثور با آذرخش به جانب رونگ‌نیر، که بر سپر خود ایستاده است، یورش می‌برد، غول بی‌دفاع است. ثور چکش خود را به جانب سر غول پرتاب می‌کند و رونگ‌نیر نیز سنگ چاقوتیزکنی خود را به سمت ثور پرتاب می‌کند. سنگ چاقوتیزکنی به واسطه برخورد با پیشانی ثور در هم می‌شکند و پاره‌ای از سنگ چاقو تیزکنی در سر ثور فرومی‌رود و این منشأ تمام سنگ‌های چخماق بر روی زمین است. در طرف دیگر چکش ثور نیز به سر رونگ‌نیر برخورد می‌کند، اما این دفعه این سر غول است که بر اثر چکش خرد می‌شود. تیالفی تندیس گلین و جادویی مه گوساله را که دل مادیان با صدایی هراس‌انگیز در آن می‌تپید سرنگون و جنگ بدین سان پایان می‌یابد.
کوچک‌ترین پسر ثور به نام ماگنی با رفتن به یاری پدر، بدن غول را که هیچ‌یک از آسیر قادر به حرکت آن نبودند، از روی پاهای پدر برمی‌دارد. ثور برای قدردانی از کار پسرش، اسب رونگ‌نیر، گول‌فاکسی را برخلاف نظر اودین که اسب را از آن خود می‌دانست، به ماگنی پیشکش کرد. ثور به آسگارد بازگشت اما پاره سنگ هنوز در سرش باقی بود، بنابراین ثور از ساحره‌ای پیشگو، با نام گروئا، می‌خواهد که پاره‌سنگ را از سرش بیرون آورد. ساحره با خواندن جادو سعی کرد سنگ را درآورد، به محض اینکه ثور احساس کرد سنگ در حال حرکت است، برای تشویق ساحره، شروع به نقل داستان‌های شاد نمود. ثور به او می‌گوید که پیش از این شوهرش اوروندیل را که اسیر یوتون‌ها و در سبدی زندانی بود نجات داده و پای او را که در سرزمین یخی یخ زده بود به آسمان پرتاب کرده و پای او به شکل ستاره‌ای بر دل آسمان نشسته است. گروئا به اندازه‌ای تحت تأثیر داستان شوهر خویش قرار گرفت که وردش را که برای بیرون آوردن پاره سنگ می‌خواند فراموش کرد و سنگ در سر ثور تا زمان مرگش در راگناروک باقی ماند.

## در فرهنگ عامه
در عصر مدرن، همچنان به ثور در هنر و ادبیات داستانی اشاره می‌شود.
در زمینه‌های علم و فناوری، شیمیدان سوئدی یونس یاکوب برسلیوس (۱۷۷۹–۱۸۴۸)، عنصر شیمیایی را کشف کرد که آن را به یادبود ثور، توریم نام‌گذاری کرد. ثور همچنین همنام با موشک بالستیک پی‌جی‌ام-۱۷آ تور است.
در سال ۱۹۶۲، جک کربی طراح کتاب‌های کمیک آمریکایی، استن لی، ویراستار مارول کامیکس و برادرش لری لیبر، داستانی بلند در مجموعه کتاب کمیک سفر به اسرار خلق کردند، مجموعه‌ای که ثور را به عنوان یک ابرقهرمان نشان می‌داد. این نسخه از ثور به جای داشتن موی قرمز و ریش، به صورت یک بلوند بدون ریش و سبیل به تصویر کشیده شده است. این مجله خیلی زود بخش ویژه افسانه‌های آسگارد را اضافه کرد که در آن کربی داستان‌هایی از اسطوره‌شناسی اسکاندیناوی را به تصویر می‌کشید؛ در نهایت، نام مجله به ثور تغییر یافت. لی و کربی، ثور را به عنوان یکی از اعضا و بنیانگذار تیم ابرقهرمانی خود، یعنی انتقام‌جویان معرفی کردند. ثور در دنیای سینمایی مارول توسط هنرپیشه استرالیایی کریس همسورث در فیلم‌های ثور (۲۰۱۱)، انتقام‌جویان (۲۰۱۲)، ثور: دنیای تاریک (۲۰۱۳)، انتقام‌جویان: عصر اولتران (۲۰۱۵)، دکتر استرنج (۲۰۱۶)، تیم ثور (۲۰۱۶)، ثور: رگناروک (۲۰۱۷)، انتقام‌جویان: جنگ ابدیت (۲۰۱۸)، انتقام‌جویان: پایان بازی (۲۰۱۹)، ثور: عشق و تندر (۲۰۲۲) و انتقام‌جویان: روز نابودی (۲۰۲۶) به تصویر کشیده شده است.  در مجموعه کمیک سندمن اثر نیل گیمن، ثور به عنوان فردی لوده تصویر می‌شود که یک چکش کوچک به شکل تافی در دست دارد.
حشره‌خوار قهرمان تور (Scutisorex thori) که برای اولین بار در سال ۲۰۱۳ توصیف شد، گونه‌ای حشره‌خوار بومی جمهوری دموکراتیک کنگو است. این گونه و گروه خواهرش، حشره‌خوار زره‌پوش (Scutisorex somereni)، تنها گونه‌های پستانداری هستند که مهره‌هایشان در هم تابیده شده است. این گروه به دلیل ارتباط ثور با قدرت، حشره‌خوار نامگذاری شده‌اند.
از سال ۲۰۱۵ تا ۲۰۱۷، نسخه‌ای تخیلی از ثور، به عنوان شخصیتی مکمل در سه‌گانه رمان فانتزی مگنوس چیس و خدایان آسگارد به قلم نویسندهٔ آمریکایی ریک ریوردن حضور دارد که توسط دیزنی-هایپریون منتشر شده است، و در همان دنیای خیالی رویدادنامه کمپ دورگه‌ها و مجموعهٔ وقایع‌نگاری کین اثر همین نویسنده اتفاق می‌افتد. همچنین کتاب‌های خدایان آمریکایی و اسطوره‌شناسی نورس به قلم نیل گیمن، شخصیت ثور را به تصویر می‌کشند.
در ژانویه ۲۰۲۰، سرویس رسانهٔ جاری نتفلیکس مجموعه تلویزیونی راگناروک را تولید کرد. در این سریال، یک دانش‌آموز دبیرستانی به نام ماگنه سیر، قدرت‌ها و توانایی‌های ثور را برای مبارزه با غول‌هایی که به نروژ تجاوز کردند و مردم را به قتل می‌رسانند، به‌دست می‌آورد. نتفلیکس فصل دوم را در ۲۷ مه ۲۰۲۱ منتشر کرد. نقش شخصیت ثور/ماگنه توسط دیوید استاکستون به تصویر کشیده شده است.
ثور همچنین در تعداد زیادی از بازی‌های ویدئویی حضور دارد. در بازی ویدئویی عصر اسطوره‌ها محصول سال ۲۰۰۲ اثر استودیو انسمبل، ثور یکی از سه خدای اصلی تمدن نورس است که بازیکنان قادر به پرستش او می‌باشند. در بازی ویدئویی خدای جنگ محصول سال ۲۰۱۸ استودیو سنتا مونیکا، از ثور در سراسر داستان نام برده می‌شود و پسرانش، ماگنی و مودی، شخصیت‌های منفی ثانویه هستند. ثور در پایان داستان اصلی ظاهر می‌شود اگر بازیکن شرایط سختی خاصی را برآورده کند. او در دنبالهٔ بازی تحت نام خدای جنگ: رگناروک، که در سال ۲۰۲۲ منتشر شد، به عنوان یک هَمآورد اصلی، با بازی رایان هرست، حضور بسیار پررنگ‌تری دارد. به نام ثور همچنین در بازی اساسینز کرید والهالا محصول سال ۲۰۲۰ یوبی‌سافت نیز اشاره شده است، جایی که آیتم‌های او مانند میولنیر را می‌توان پیدا کرد و توسط بازیکن در نبردها استفاده کرد. ثور یکی از خدایان قابل انتخاب در بازی سوم شخص میدان جنگ برخط چندنفره اِسمایت است.

## نگارخانه

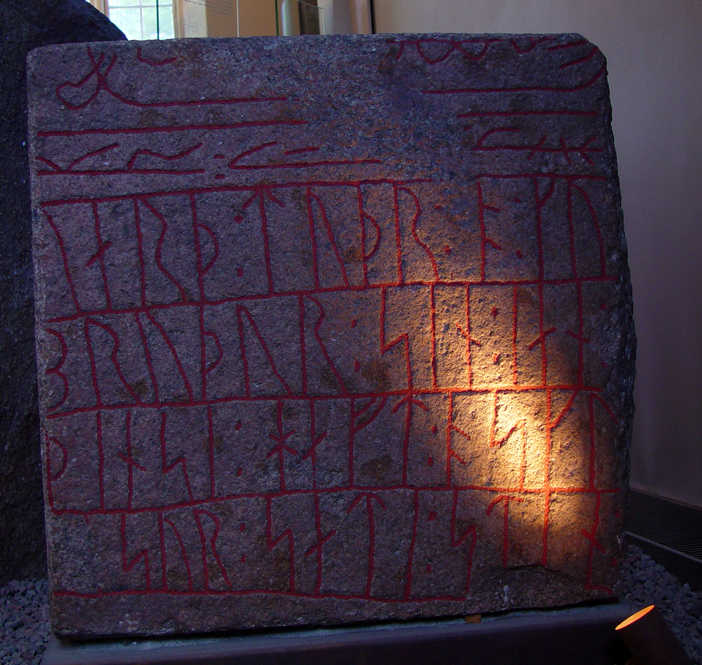
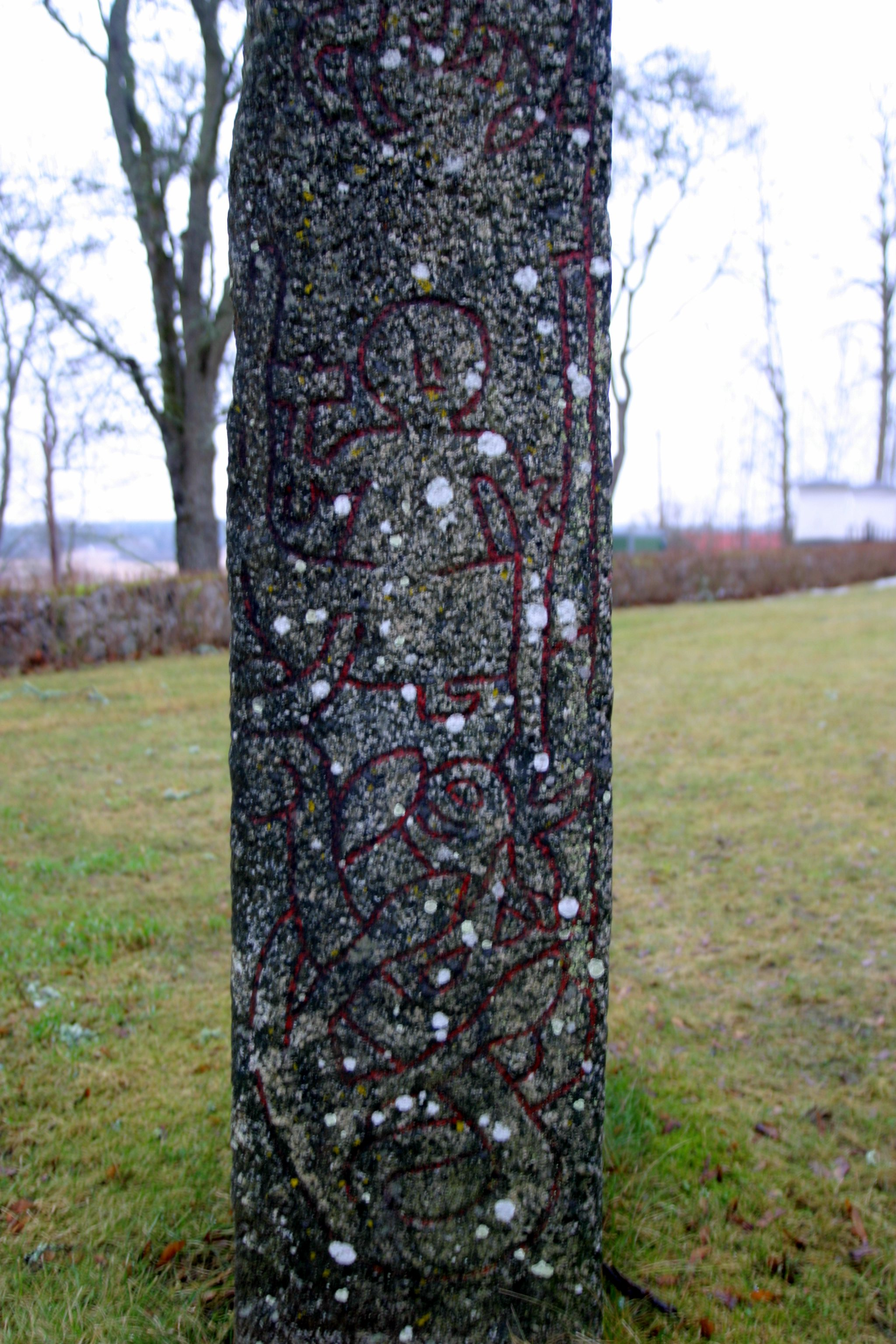
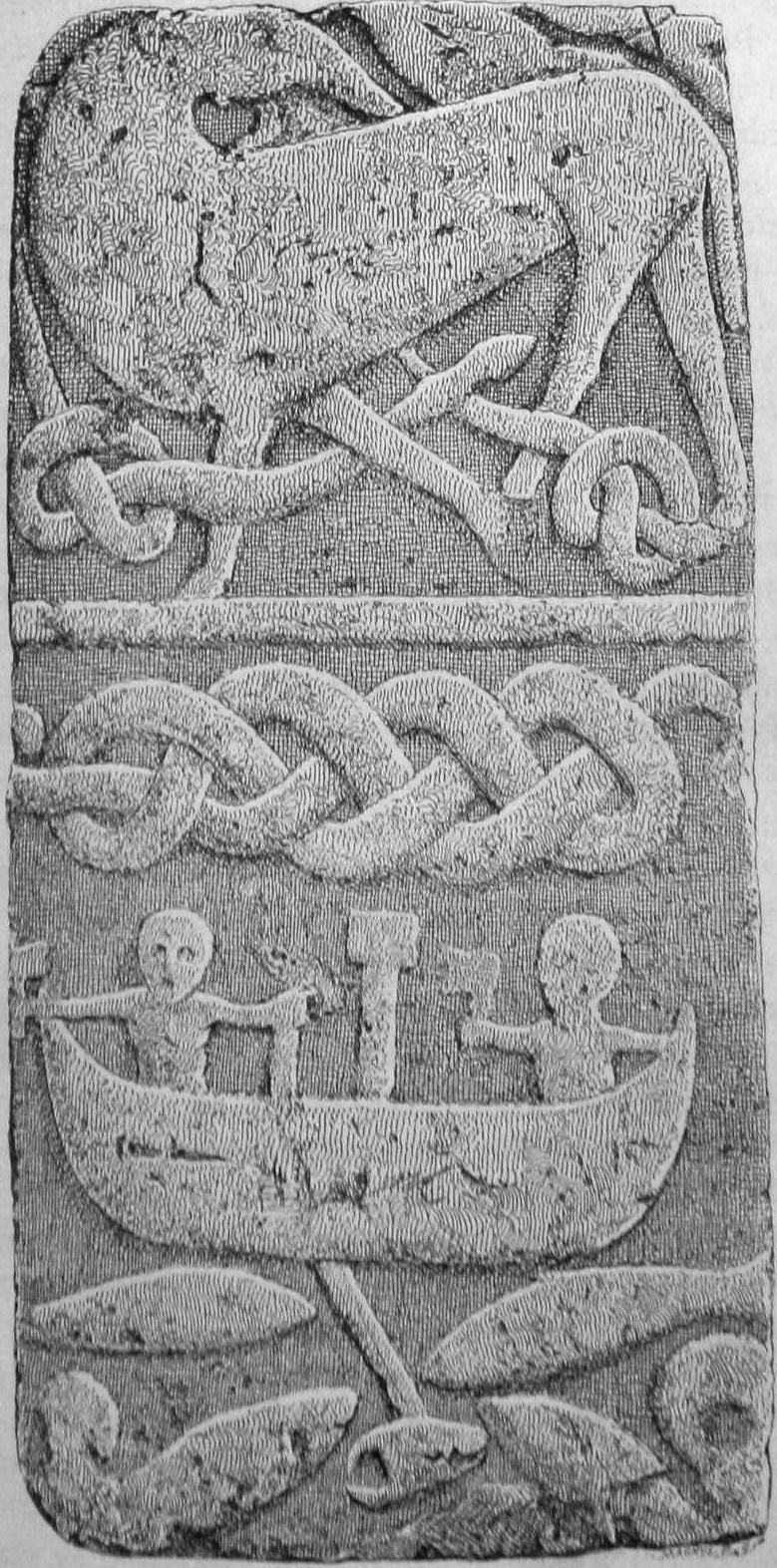
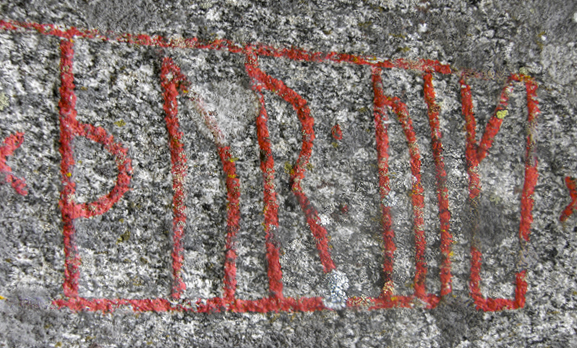